# Pino Belli
Pino Belli (eigentlich Giuseppe Belli, Conte di Giusa della Rota, * 27. Oktober 1921 in Piacenza; † 3. November 1968 in Rom) war ein italienischer Schriftsteller, Dokumentarfilmer und Regisseur.

## Leben
Belli wurde hauptsächlich durch seine etwa 100 Trivial-Romane aus den Bereichen Horror, Thriller, Krieg und Spionage bekannt. Dabei ragen vor allem seine Beiträge zur Serie I racconti di Dracula heraus. Die meisten dieser Romane schrieb er unter Pseudonymen, deren bekanntestes Max Dave war.
Belli drehte 1956 seinen einzigen Film als Regisseur, den in den Wäldern von Mato Grosso entstandenen Il segreto della Sierra Dorada. Dann arbeitete bei etlichen Drehbüchern kleinerer Filme mit oder war für deren italienische Version verantwortlich.

## Filmografie (Auswahl)
- 1957: Il segreto della Sierra Dorada (Drehbuch)
- 1963: Treffpunkt Tanger (Beta Som) (Drehbuch und Regieassistenz)
- 1966: El misterioso señor Van Eyck (Drehbuch)
- 1966: Delitto d’amore (Drehbuch)